# Meandr (ornament)

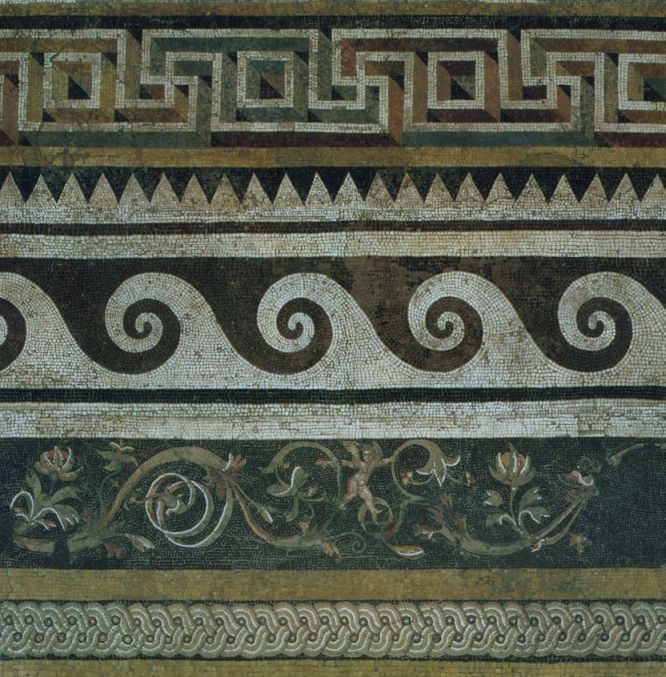
Meandr z Pergamonu (asi 150 př. n. l.)

Meandr je průběžný (pásový) ornament, nazvaný podle klikatého toku stejnojmenné řeky, dnešní Menderes v Turecku. Může mít podobu vodních vln, anebo pravoúhlé lomené čáry, případně složiteji kombinované.

## Historie
Meandr se vyskytuje v různých kulturách od nejstarších dob, v Řecku už na keramice geometrického období. Karl Kerényi soudil, že pravoúhlý meandr znázorňuje vlastně labyrint, bludiště, podle Ottova slovníku vznikl nejspíš na tkaninách. Zdobily se jím římsy, nádoby, oděvy i šperky a často se vyskytuje na řeckých i římských mozaikách. Na dlažbách a mozaikách se objevuje i ve středověku a velký rozkvět zaznamenal v renesanci a v klasicismu.

## Galerie

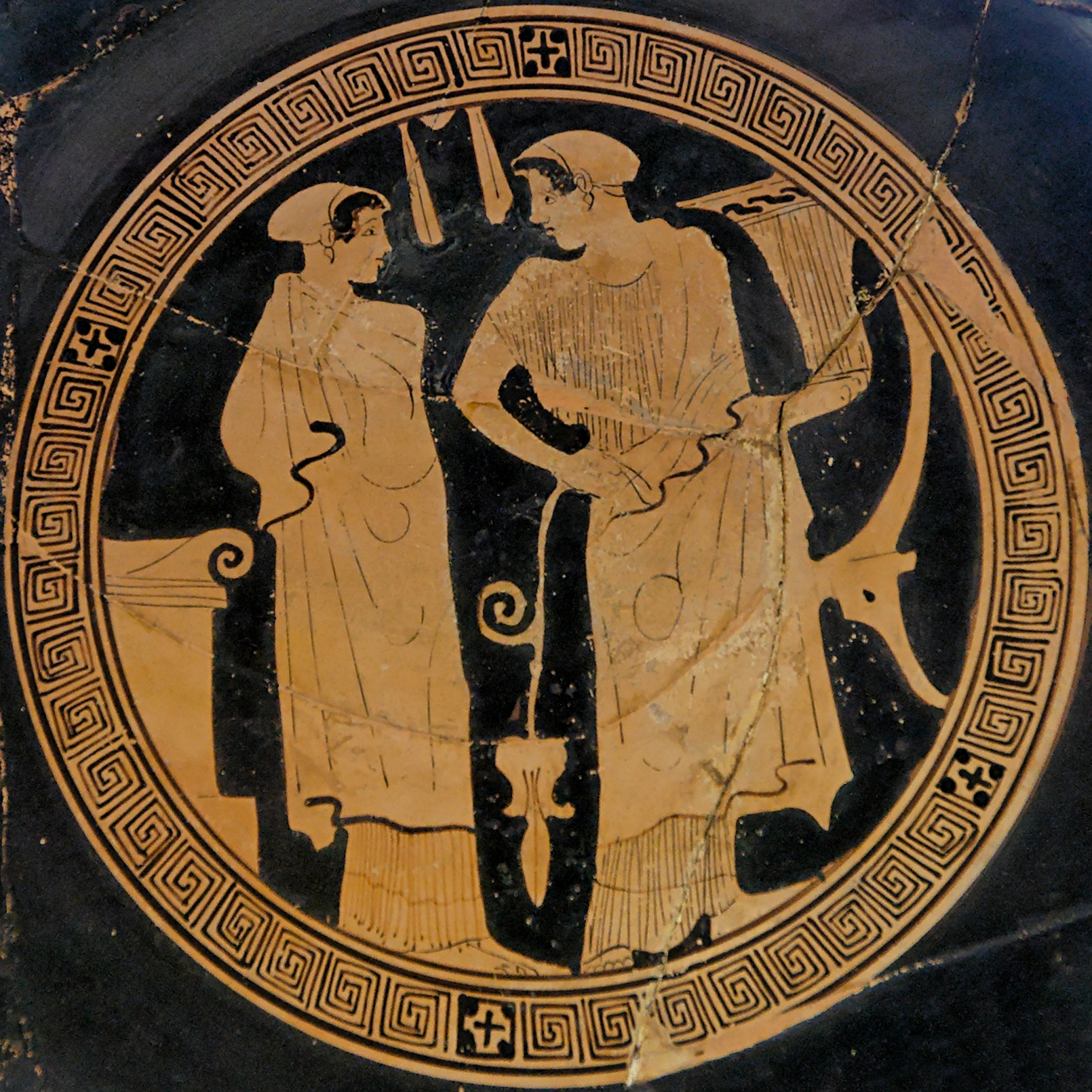
Kylix z Vulci, asi 450 př. n. l.
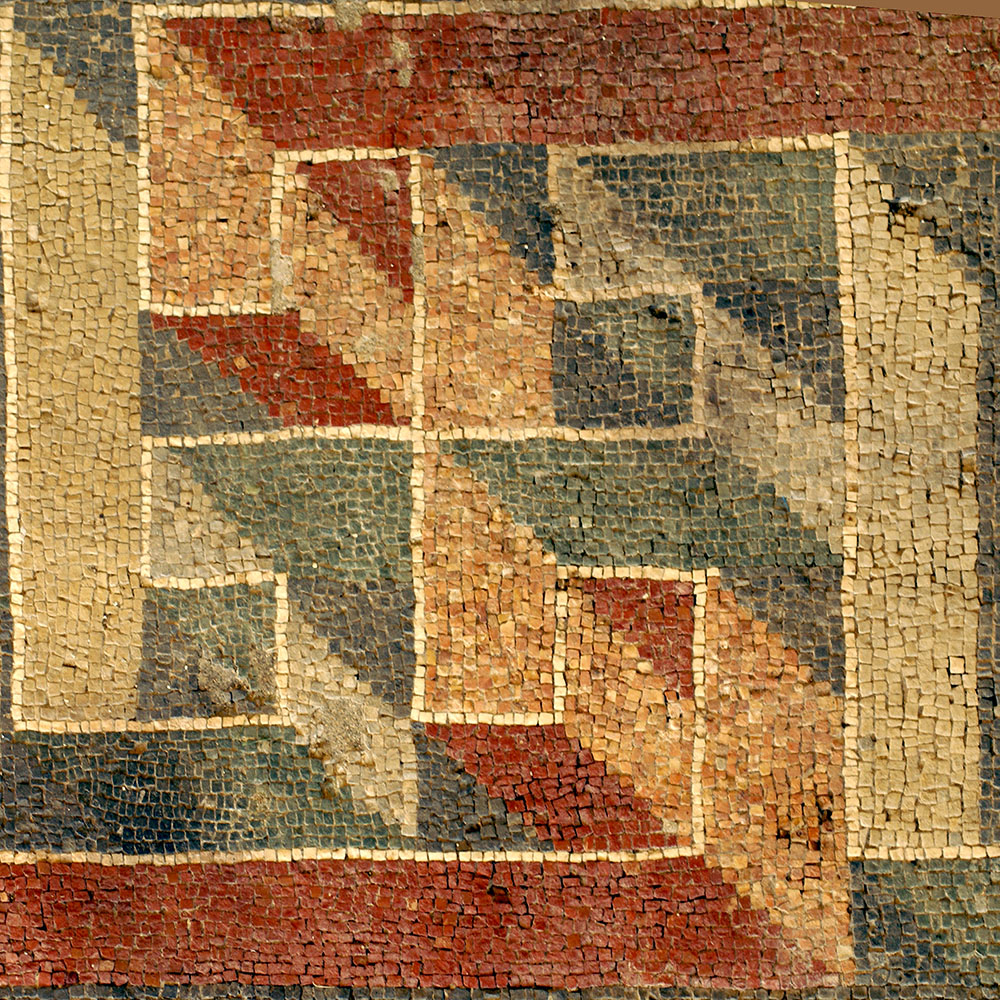
Mozaika z římské vily na Sicilii
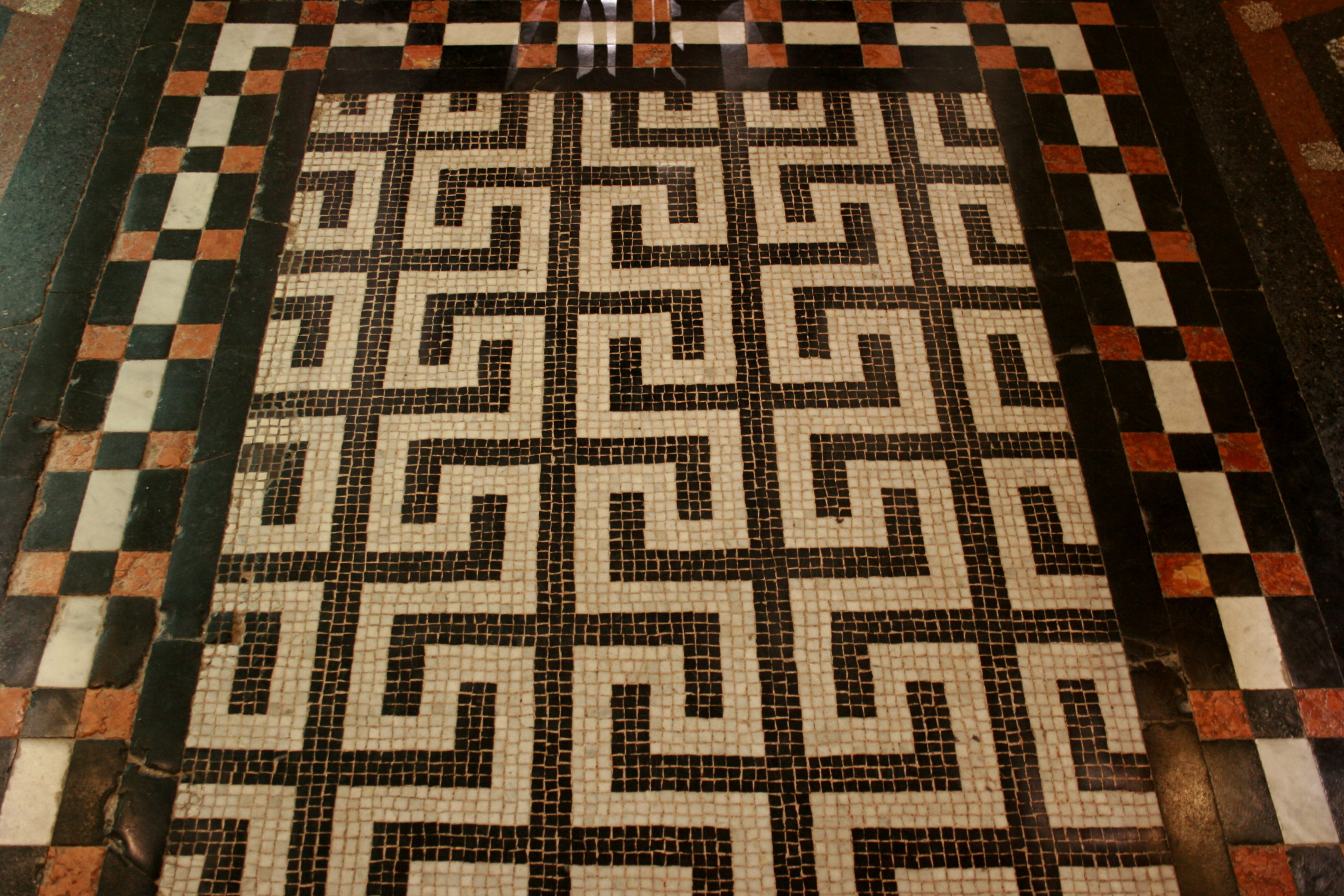
Mozaika z krypty v Essenu
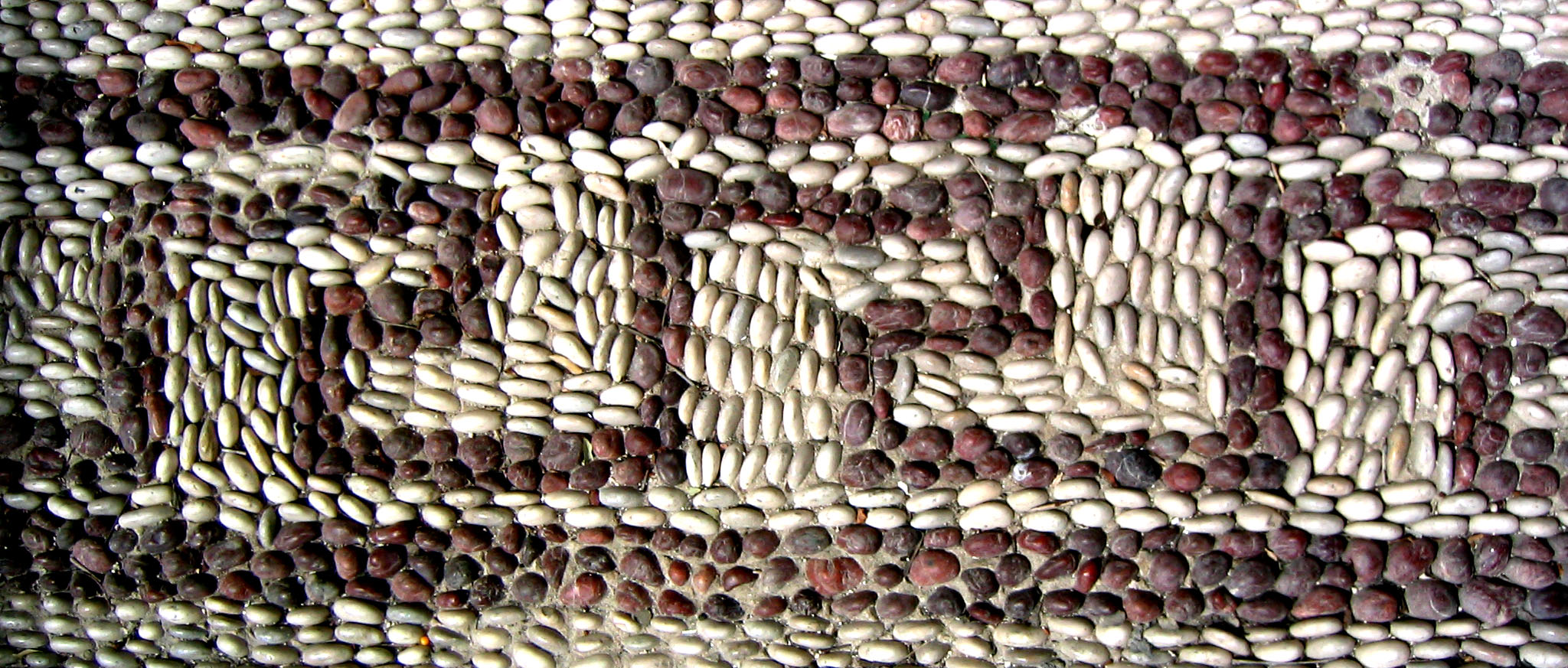
Pouliční dlažba na ostrově Rhodos
Několik meandrů na ilustraci z Ottova slovníku naučného